# Aminornis excavatus
Aminornis excavatus — викопний вид журавлеподібних птахів родини Арамові (Aramidae). Скам'янілі рештки знайдені у пластах формації Deseadan у Патагонії, Аргентина.